# IEEE 802.11ax

Wi-Fi 6 Logo

IEEE 802.11ax, comercializado como WiFi 6 (2.4 GHz y 5 GHz) y WiFi 6E (6 GHz) por Wi-Fi Alliance, es un tipo de WLAN en el conjunto IEEE 802.11 de tipos de WLAN. IEEE 802.11ax está diseñado para operar en los espectros ya existentes de 2.4 GHz y 5 GHz. Además de utilizar MIMO y MU-MIMO, la nueva modificación introduce OFDMA para mejorar la eficiencia espectral global, y soporte de modulación 1024-QAM de orden superior para un mayor rendimiento. Aunque la velocidad nominal de datos es solo un 37% más alta que IEEE 802.11ac, se espera que la nueva enmienda logre un aumento de 4x6 en el rendimiento del usuario debido a una utilización del espectro más eficiente con un menor consumo de energía.
IEEE 802.11ax se lanzó públicamente en 2019. Los dispositivos que se presentaron en el CES 2018 mostraron una velocidad máxima de 11 Gbps.
A partir del 3 de octubre de 2018, la Wi-Fi Alliance decide renombrar el estándar a Wi-Fi 6 o 6th Generation, esto con el fin de simplificar al usuario final el reconocimiento de la tecnología en los dispositivos que se empezaran a fabricar a principios de 2019.
La mayoría de los teléfonos inteligentes insignia lanzados después de 2019 son compatibles con WiFi 6, incluidos dispositivos como la serie iPhone 12. Además, los teléfonos inteligentes 2021 como las series Samsung Galaxy S21 y S22 son compatibles con WiFi 6E.

## Especificaciones
| MCS index | Modulación Tipo | Tasa de Codificación | Tasa de datos (en Mb/s) | Tasa de datos (en Mb/s) | Tasa de datos (en Mb/s) | Tasa de datos (en Mb/s) | Tasa de datos (en Mb/s) | Tasa de datos (en Mb/s) | Tasa de datos (en Mb/s) | Tasa de datos (en Mb/s) |
| MCS index | Modulación Tipo | Tasa de Codificación | Canales de 20 MHz       | Canales de 20 MHz       | Canales de 40 MHz       | Canales de 40 MHz       | Canales de 80 MHz       | Canales de 80 MHz       | Canales de 160 MHz      | Canales de 160 MHz      |
| MCS index | Modulación Tipo | Tasa de Codificación | 1600 ns GI              | 800 ns GI               | 1600 ns GI              | 800 ns GI               | 1600 ns GI              | 800 ns GI               | 1600 ns GI              | 800 ns GI               |
| --------- | --------------- | -------------------- | ----------------------- | ----------------------- | ----------------------- | ----------------------- | ----------------------- | ----------------------- | ----------------------- | ----------------------- |
| 0         | BPSK            | 1/2                  | 4(?)                    | 4(?)                    | 8(?)                    | 9(?)                    | 17(?)                   | 18(?)                   | 34(?)                   | 36(?)                   |
| 1         | QPSK            | 1/2                  | 16                      | 17                      | 33                      | 34                      | 68                      | 72                      | 136                     | 144                     |
| 2         | QPSK            | 3/4                  | 24                      | 26                      | 49                      | 52                      | 102                     | 108                     | 204                     | 216                     |
| 3         | 16-QAM          | 1/2                  | 33                      | 34                      | 65                      | 69                      | 136                     | 144                     | 272                     | 282                     |
| 4         | 16-QAM          | 3/4                  | 49                      | 52                      | 98                      | 103                     | 204                     | 216                     | 408                     | 432                     |
| 5         | 64-QAM          | 2/3                  | 65                      | 69                      | 130                     | 138                     | 272                     | 288                     | 544                     | 576                     |
| 6         | 64-QAM          | 3/4                  | 73                      | 77                      | 146                     | 155                     | 306                     | 324                     | 613                     | 649                     |
| 7         | 64-QAM          | 5/6                  | 81                      | 86                      | 163                     | 172                     | 340                     | 360                     | 681                     | 721                     |
| 8         | 256-QAM         | 3/4                  | 98                      | 103                     | 195                     | 207                     | 408                     | 432                     | 817                     | 865                     |
| 9         | 256-QAM         | 5/6                  | 108                     | 115                     | 217                     | 229                     | 453                     | 480                     | 907                     | 961                     |
| 10        | 1024-QAM        | 3/4                  | 122                     | 129                     | 244                     | 258                     | 510                     | 540                     | 1021                    | 1081                    |
| 11        | 1024-QAM        | 5/6                  | 135                     | 143                     | 271                     | 287                     | 567                     | 600                     | 1134                    | 1201                    |